# Andalgalá (departamento)
Andalgalá é um departamento da Argentina, localizado na província de Catamarca.

## Demografia
Segundo os Censos de 2010, a população do departamento em 2010 era de 18.132 habitantes.
Últimos censos:
- 2001: 17.102 habitantes
- 2010: 18.132 habitantes

fonte: INDEC